# جو كوستيلو
جو كوستيلو (بالإنجليزية: Joe Costello)‏ هو سياسي أيرلندي، ولد في 13 يوليو 1945 في جمهورية أيرلندا. حزبياً، نشط في حزب العمال (جمهورية أيرلندا).

## مناصب
- انتخب عضو مجلس الشيوخ من أيرلندا عن دائرة اللجنة الإدارية [الإنجليزية]‏ وقد انضم خلال فترته النيابية ‏ (1 أكتوبر 1989 – 25 نوفمبر 1992)  للكتلة البرلمانية حزب العمال (جمهورية أيرلندا).
- في الانتخابات العمومية الإيرلندية 1992 [الإنجليزية]‏، انتخب نائب دييل عن دائرة دبلن المركزية [الإنجليزية]‏ وقد انضم خلال فترته النيابية ‏ (14 ديسمبر 1992 – 15 مايو 1997)  للكتلة البرلمانية حزب العمال (جمهورية أيرلندا).
- في الانتخابات العمومية الإيرلندية 2002 [الإنجليزية]‏، انتخب نائب دييل عن دائرة دبلن المركزية [الإنجليزية]‏ وقد انضم خلال فترته النيابية ‏ (6 يونيو 2002 – 26 أبريل 2007)  للكتلة البرلمانية حزب العمال (جمهورية أيرلندا).
- في الانتخابات العمومية الأيرلندية 2007 [الإنجليزية]‏، انتخب نائب دييل عن دائرة دبلن المركزية [الإنجليزية]‏ وقد انضم خلال فترته النيابية ‏ (14 يونيو 2007 – 1 فبراير 2011)  للكتلة البرلمانية حزب العمال (جمهورية أيرلندا).
- انتخب عضو مجلس الشيوخ من أيرلندا عن دائرة اللجنة الإدارية [الإنجليزية]‏ وقد انضم خلال فترته النيابية ‏ (17 سبتمبر 1997 – 17 مايو 2002)  للكتلة البرلمانية حزب العمال (جمهورية أيرلندا).
- في الانتخابات العمومية الأيرلندية 2011 [الإنجليزية]‏، انتخب نائب دييل عن دائرة دبلن المركزية [الإنجليزية]‏ وقد انضم خلال فترته النيابية [الإنجليزية]‏ (9 مارس 2011 – 3 فبراير 2016)  للكتلة البرلمانية حزب العمال (جمهورية أيرلندا).
- انتخب Minister of State for Trade Promotion [الإنجليزية]‏ (20 ديسمبر 2011 – 15 يوليو 2014).